# Milka Ternina
Milka Ternina, född 1863, död 1941, var en kroatisk operasångare (sopran). Hon gjorde sin debut i Zagreb 1882, och blev sedan internationell berömd, med engagemang i Tyskland och USA innan hon avslutade sin karriär 1902. 